# کاترین آبل
کاترین آبل (انگلیسی: Katrine Abel؛ زادهٔ ۲۸ ژوئن ۱۹۹۰) بازیکن فوتبال اهل دانمارک است.
وی همچنین در تیم ملی فوتبال زنان دانمارک بازی کرده‌است.